# Operacja w Chajber
Operacja w Chajber (urdu: Bia Daralam) – operacja prowadzona przez siły pakistańskie przeciwko talibom w Przełęczy Chajberskiej leżącej w Pakistanie. Operacja rozpoczęła się 1 września 2009 i była kontynuacją walk na pograniczu pakistańsko-afgańskim, po zabiciu dowódcy talibów Baitullaha Mehsuda w Waziristanie.

## Geneza
30 grudnia 2008 Pakistan zamknął Przełęcz Chajberską, przez którą przebiegała droga transportu dla wojsk NATO. Przyczyną tej decyzji był początek nowej operacji pakistańskich sił rządowych przeciwko miejscowym bojownikom. Równolegle do działań w Przełęczy Chajberskiej, walki toczyły się także w Dolinie Swat. 15 lutego 2009 strony zawarły rozejm, który przerwał także operację w Chajber.
26 kwietnia, po talibskich prowokacjach i zajmowaniu przez nich kolejnych pozycji i miast, a także pod wpływem presji ze strony Stanów Zjednoczonych, armia pakistańska rozpoczęła nową operację w Dolinie Swat. W czerwcu 2009, po zwycięstwie w Swat, wojsko rozpoczęło walki z talibami lojalnymi wobec Baitullaha Mehsuda w Waziristanie. Operacja zakończyła się śmiercią dowódcy talibów 5 sierpnia. Następnie, we wrześniu 2009, ofensywa przesunęła się do Przełęczy Chajberskiej.
Bezpośrednią przyczyną wszczęcia ofensywy w Chajber był atak terrorystów z 27 sierpnia 2009. Zamachowiec-samobójca zdetonował ładunek w okolicach przejścia granicznego z Afganistanem w miejscowości Torkham na drodze w Przełęczy Chajberskiej. W wyniku ataku zginęło 22 strażników granicznych.

## Walki
1 września 2009, pierwszego dnia walk, zginęło 40 talibów. 5 września doszło do bombardowania kryjówek talibów. W trakcie akcji pakistańskiego lotnictwa zginęło 43 rebeliantów. W kolejnym dniu ciężkich walk poległo 33 rebeliantów. Ogółem, po pierwszym tygodniu walk, pakistańskie siły bezpieczeństwa zabiły 120 talibów. 12 września w kolejnym lotniczym ataku sił pakistańskich poległo 22 powstańców. 13 września, w wyniku wybuchu miny, zginęło troje pierwszych żołnierzy pakistańskich. 15 września w starciach zginęło 8 rebeliantów oraz wojskowy pakistańskich sił bezpieczeństwa.
Następnie walki przeniosły się do Waziristanu Południowego, gdzie armia 17 października 2009 zainicjowała lądową operację pod kryptonimem Rah i Nijat.
Do kolejnych poważnych starć w Chajber doszło 24 listopada 2009, kiedy siły bezpieczeństwa zabiły 18 rebeliantów. Aresztowano także 6 bojowników, a wojsko skonfiskowało znaczne ilości broni. 27 listopada armia zabiła 15 kolejnych talibów.
30 listopada Pakistan ogłosił zwycięstwo nad talibami, którzy zostali wypędzeni z terenu przełęczy.

## Exodus cywili
Do połowy września 2009 z terenów plemiennych, z obawy przed działaniami wojskowymi, uciekło ok. 56–100 tys. cywili.